# Viele kamen vorbei
Viele kamen vorbei ist ein deutscher Spielfilm von Peter Pewas aus dem Jahr 1956.

## Handlung
Obwohl Sabine und Jochen schon öfters Urlaub gemacht haben, soll dies – nachdem sie beide 15 Jahre alt geworden sind – nach einem Verbot der Eltern nicht mehr möglich sein. So tritt Jochen die Reise alleine an. Sabine folgt ihrem Freund per Anhalterin, nachdem sie von zu Hause ausgerissen ist. Sie wollen sich in einem Wald nahe der Autobahn treffen. Auf ihrer Reise gerät Sabine in die Gewalt eines Sexualverbrechers und Serienkillers. Dieser wird von Kommissar Morath verfolgt, den eine Reihe ungelöster Morde nicht loslässt. Polizei und Liebhaber treffen am Schluss rechtzeitig ein.

## Produktion
Die Dreharbeiten fanden in der Zeit von 31. Oktober 1955 bis 9. Januar 1956 in München und Umgebung sowie in Stuttgart statt. Als Filmstudio diente das ARRI-Atelier in München, die Außenaufnahmen von der Autobahn entstanden an der A 9 zwischen München und Pfaffenhofen an der Ilm. Der Film erlebte am 4. Mai 1956 seine Kinopremiere im Urania Hamburg.

## Kritik
„Es gibt in diesem Film Bildfolgen zu sehen – der bewundernswerte Kameramann heißt Klaus von Rautenfeld –, die nur noch mit ganz großen, internationalen Vorbildern verglichen werden können: die Mordmontagen, die Verbrecherjagd und einige Großaufnahmen von Harald Maresch, dem Mörder, erinnern an Reed”s DRITTEN MANN“, befand der Münchner Merkur vom 22. Mai 1956.

## Auszeichnungen
- Deutscher Filmpreis 1956, Filmband in Silber an Peter Sandloff (Beste Musik)
- Deutscher Kritikerpreis 1956 an Klaus von Rautenfeld und Peter Sandloff